# 4411 Kochibunkyo
4411 Kochibunkyo је астероид главног астероидног појаса чија средња удаљеност од Сунца износи 2,166 астрономских јединица (АЈ).
Апсолутна магнитуда астероида је 13,9.